# Stefan Hartmann (Historiker)
Stefan Hartmann (* 7. Februar 1943 in Kassel; † 8. Juli 2016 in Berlin) war ein deutscher Historiker und Archivar. 

## Leben
Stefan Hartmann studierte Geschichte, Slawistik und Germanistik an der Universität Marburg, arbeitete am Österreichischen Ost- und Südosteuropa-Institut und wurde 1969 in Marburg promoviert. Nach der archivalischen Staatsprüfung war er Archivar im Staatlichen Archivlager Göttingen und im Niedersächsischen Staatsarchiv Oldenburg, seit 1979 arbeitete er im Geheimen Staatsarchiv Preußischer Kulturbesitz in West-Berlin und wurde 1989 zum Archivdirektor befördert. 
Hartmanns Forschungsschwerpunkte waren die Geschichte der Juden in Preußen, die preußische Verfassungs- und Verwaltungsgeschichte, die Geschichte der deutschen Länder und die Sozial- und Wirtschaftsgeschichte Ost- und Westpreußens. Hartmann veröffentlichte mehr als 120 Beiträge und 350 Rezensionen.

## Schriften (Auswahl)
- Reval im Nordischen Krieg. Verlag Wissenschaftliches Archiv, Bonn-Bad Godesberg 1973; zugleich Philosophische Dissertation Marburg 1969.
- Die Beziehungen Preußens zu Dänemark von 1688 bis 1789. Böhlau, Köln 1983.